# Narcoanalyse
La narcoanalyse (ou narco-analyse) consiste à injecter un anesthésique (notamment des barbituriques comme l'amobarbital, le penthotal ou thiopental) pour faciliter le rappel de souvenirs réprimés. Utilisée à partir des années 1930 pour faciliter le traitement des traumatismes psychiques de guerre ou comme « sérum de vérité », la narcoanalyse a connu une certaine popularité dans l'immédiat après-guerre. Elle est aujourd'hui largement abandonnée et son utilisation dans le cadre de la psychologie judiciaire a été vivement critiquée à la fin des années 1950.
Malgré tout certains États prévoient encore son emploi et les tribunaux ont eu à en connaitre dans les années 1980. Un manuel de 1997 l'envisage aussi sérieusement.